# 堵河
堵河（又名泗河、南江河），是中国长江流域汉水水系的一条河流，汇入汉水上游右岸。河长342千米，流域面积12431平方千米，多年平均流量196立方米每秒。自然落差1586米。水能理论蕴藏量37万千瓦。
堵河西支泗河流域的中游段称汇湾河。
泗河发源于陕西省镇坪县大巴山北麓，汇集镇坪县全境内的大小支流，于江家垭进入湖北省竹溪县，经鄂坪、汇湾、新洲等乡镇至两河口与南支官渡河汇合后称堵河。 